# Shopee
 (décembre 2019).
Shopee est une entreprise singapourienne de courtage en ligne, connue par son site web de ventes aux enchères du même nom. Elle appartient à Sea Group. Elle a été créée en 2015 par l'entrepreneur singapourien Forrest Li. Elle est devenue une référence mondiale dans son secteur et un phénomène de société. En 2018, elle comptait plus de 100 millions de membres inscrits.
En 2015, Shopee a été lancé pour la première fois à Singapour en tant que premier marché social axé sur le mobile où les utilisateurs peuvent explorer, acheter et vendre à tout moment. Intégré à un soutien logistique et de paiement visant à rendre les achats en ligne faciles et sûrs pour les vendeurs et les acheteurs. Après cela, Shopee basé à Singapour, s'est étendu à d'autres pays de l'ANASE et a ouvert Shopee Indonésie, Malaisie Shopee, Shopee Thaïlande, Shopee Taïwan, Shopee Vietnam, Shopee Philippines et Shopee Brésil.
Shopee a fermé sa filiale française, ouverte en octobre 2021, le 6 mars 2022 à 23h59,.